# Prapagan
Prapagan is een bestuurslaag in het regentschap Cilacap van de provincie Midden-Java, Indonesië. Prapagan telt 2436 inwoners (volkstelling 2010).